# Classe Commencement Bay
La classe Commencement Bay est une classe de porte-avions d'escorte, convertie à partir de pétroliers T3, en service dans la marine américaine à la fin de la Seconde Guerre mondiale jusqu'au début des années 1960, similaire en apparence à la classe Sangamon. 

## Historique
Le USS Commencement Bay, navire-tête de cette classe est lancé le 9 mai 1944. La plupart d'entre eux ont donc vu peu ou pas de service opérationnel. 33 exemplaires ont été commandés mais beaucoup ont été annulés avant leur lancement, seuls 19 entreront en service actif.
Après la guerre, ils sont considérés comme des porte-hélicoptères potentiels ou navires auxiliaires de transport ou de lutte anti-sous-marine et un certain nombre de navires serviront dans ces rôles pendant la guerre de Corée. À la suite de l'apparition des avions à réaction, toutes les unités sont mis hors service ou reclassés en 1960 car pas assez longs pour permettre le décollage et l'atterrissage en toute sécurité des aéronefs.

## Liste des navires de la classe
Tous les porte-avions d'escorte de la classe Commencement Bay sont construits par la Seattle-Tacoma Shipbuilding Corporation (alias Todd Pacific Shipyards), dans le chantier naval de Commencement Bay à Tacoma (Washington]). Les porte-avions CVE-128 à CVE-131 n'ont jamais été construits, leurs constructions étaient prévues à Commencement Bay. Les unités CVE-132 à CVE-139 eux aussi annulés étaient prévus au chantier de Kaiser Shipbuilding Company, à Vancouver (Washington).
| Nom                                  | Numéro            | Quille posée      | Lancement         | En service                                                   | Désarmé           | État                                                                            |
| ------------------------------------ | ----------------- | ----------------- | ----------------- | ------------------------------------------------------------ | ----------------- | ------------------------------------------------------------------------------- |
| Commencement Bay (ex-St. Joseph Bay) | CVE-105           | 23 septembre 1943 | 9 mai 1944        | 27 novembre 1944                                             | 30 novembre 1946  | Rayé des listes le 1 avril 1971, vendu pour destruction le 25 août 1972         |
| Block Island (ex-Sunset Bay)         | CVE-106           | 25 octobre 1943   | 10 juin 1944      | 30 décembre 1944                                             | 27 août 1954      | Rayé des listes le 1er juillet 1959, vendu pour destruction le 23 février 1960  |
| Gilbert Islands (ex-St. Andrews Bay) | CVE-107           | 29 novembre 1943  | 20 juillet 1944   | 5 février 1945                                               | 21 mai 1946       | Rayé des listes le 15 octobre 1976, vendu pour destruction le 1er novembre 1979 |
| Gilbert Islands (ex-St. Andrews Bay) | CVE-107           | 29 novembre 1943  | 20 juillet 1944   | 5 février 1951                                               | 15 janvier 1955   | Rayé des listes le 15 octobre 1976, vendu pour destruction le 1er novembre 1979 |
| Kula Gulf (ex-Vermillion Bay)        | CVE-108           | 16 décembre 1943  | 15 août 1944      | 12 mai 1945                                                  | 3 juillet 1946    | Rayé des listes le 15 septembre 1970, vendu pour destruction en 1971            |
| Kula Gulf (ex-Vermillion Bay)        | CVE-108           | 16 décembre 1943  | 15 août 1944      | 15 février 1951                                              | 15 décembre 1955  | Rayé des listes le 15 septembre 1970, vendu pour destruction en 1971            |
| Cape Gloucester (ex-Willapa Bay)     | CVE-109           | 10 janvier 1944   | 12 septembre 1944 | 5 mars 1945                                                  | 5 novembre 1946   | Rayé des listes le 1 avril 1971, vendu pour destruction                         |
| Salerno Bay (ex-Winjah Bay)          | CVE-110           | 7 février 1944    | 19 octobre 1944   | 19 mai 1945                                                  | 4 octobre 1947    | Rayé des listes le er 1 juin 1960, vendu pour destruction le 30 octobre 1961    |
| Salerno Bay (ex-Winjah Bay)          | CVE-110           | 7 février 1944    | 19 octobre 1944   | 20 juin 1951                                                 | 16 février 1954   | Rayé des listes le er 1 juin 1960, vendu pour destruction le 30 octobre 1961    |
| Vella Gulf (ex-Totem Bay)            | CVE-111           | 7 mars 1944       | 19 octobre 1944   | 9 avril 1945                                                 | 9 août 1946       | Rayé des listes le 1er décembre 1970, vendu pour destruction le 22 octobre 1971 |
| Siboney (ex-Frosty Bay)              | CVE-112           | 1 avril 1944      | 9 novembre 1944   | 14 mai 1945                                                  | 6 décembre 1949   | Rayé des listes le 1er juin 1970; Scrapped 1971                                 |
| Siboney (ex-Frosty Bay)              | CVE-112           | 1 avril 1944      | 9 novembre 1944   | 22 novembre 1950                                             | 31 juillet 1956   | Rayé des listes le 1er juin 1970; Scrapped 1971                                 |
| Puget Sound (ex-Hobart Bay)          | CVE-113           | 12 mai 1944       | 20 septembre 1944 | 18 juin 1945                                                 | 18 octobre 1946   | Rayé des listes le 1er juin 1960, vendu pour destruction le 10 janvier 1962     |
| Rendova (ex-Mosser Bay)              | CVE-114           | 15 juin 1944      | 29 décembre 1944  | 22 octobre 1945                                              | 27 janvier 1950   | Rayé des listes le 1er avril 1971, vendu pour destruction en 1971               |
| Rendova (ex-Mosser Bay)              | CVE-114           | 15 juin 1944      | 29 décembre 1944  | 3 janvier 1951                                               | 30 juin 1955      | Rayé des listes le 1er avril 1971, vendu pour destruction en 1971               |
| Bairoko (ex-Portage Bay)             | CVE-115           | 25 juillet 1944   | 25 janvier 1945   | 16 juillet 1945                                              | 14 avril 1950     | Rayé des listes 1er avril 1960, vendu pour destruction en janvier 1961          |
| Bairoko (ex-Portage Bay)             | CVE-115           | 25 juillet 1944   | 25 janvier 1945   | 12 septembre 1950                                            | 18 février 1955   | Rayé des listes 1er avril 1960, vendu pour destruction en janvier 1961          |
| Badoeng Strait (ex-San Alberto Bay)  | CVE-116           | 18 août 1944      | 15 février 1945   | 14 novembre 1945                                             | 20 avril 1946     | Rayé des listes le 1er décembre 1970, vendu pour destruction le 8 mai 1972      |
| Badoeng Strait (ex-San Alberto Bay)  | CVE-116           | 18 août 1944      | 15 février 1945   | 6 janvier 1947                                               | 17 mai 1957       | Rayé des listes le 1er décembre 1970, vendu pour destruction le 8 mai 1972      |
| Saidor (ex-Saltery Bay)              | CVE-117           | 29 septembre 1944 | 17 mars 1945      | 4 septembre 1945                                             | 12 septembre 1947 | Rayé des listes le 1er décembre 1970, vendu pour destruction le 22 octobre 1971 |
| Sicily (ex-Sandy Bay)                | CVE-118           | 23 octobre 1944   | 14 avril 1945     | 27 février 1946                                              | 4 octobre 1954    | Rayé des listes le 1er juillet 1960, vendu pour destruction le 31 octobre 1960  |
| Point Cruz (ex-Trocadero Bay)        | CVE-119           | 4 décembre 1944   | 18 mai 1945       | 16 octobre 1945                                              | 30 juin 1947      | Rayé des listes le 15 septembre 1970, vendu pour destruction en 1971            |
| Point Cruz (ex-Trocadero Bay)        | CVE-119           | 4 décembre 1944   | 18 mai 1945       | 26 juillet 1951                                              | 31 août 1956      | Rayé des listes le 15 septembre 1970, vendu pour destruction en 1971            |
| Mindoro                              | CVE-120           | 2 janvier 1945    | 27 juin 1945      | 4 décembre 1945                                              | 4 août 1955       | Rayé des listes le 1er décembre 1959, vendu pour destruction en juin 1960       |
| Rabaul                               | CVE-121           | 29 janvier 1945   | 14 juin 1945      | Jamais mis en service, directement dans la flotte de réserve | NC                | Rayé des listes le 1er septembre 1971, vendu pour destruction le 25 août 1972   |
| Palau                                | CVE-122           | 19 février 1945   | 6 août 1945       | 15 janvier 1946                                              | 15 juin 1954      | Rayé des listes le 1er avril 1960, vendu pour destruction le 13 juillet 1960    |
| Tinian                               | CVE-123           | 20 mars 1945      | 5 septembre 1945  | Jamais mis en service, directement dans la flotte de réserve | NC                | Rayé des listes le 1er juin 1970, vendu pour destruction le 15 décembre 1971    |
| Bastogne                             | CVE-124           | 2 avril 1945      | NC                | NC                                                           | NC                | Annulé avant lancement, le 12 août 1945                                         |
| Eniwetok                             | CVE-125           | 20 avril 1945     | NC                | NC                                                           | NC                | Annulé avant lancement, le 12 août 1945                                         |
| Lingayen                             | CVE-126           | 1 mai 1945        | NC                | NC                                                           | NC                | Annulé avant lancement, le 12 août 1945                                         |
| Okinawa                              | CVE-127           | 22 mai 1945       | NC                | NC                                                           | NC                | Annulé avant lancement, le 12 août 1945                                         |
| Non nommé                            | CVE-128 – CVE-139 | NC                | NC                | NC                                                           | NC                | Annulé avant lancement, le 12 août 1945                                         |